# Deportation in die Bărăgan-Steppe

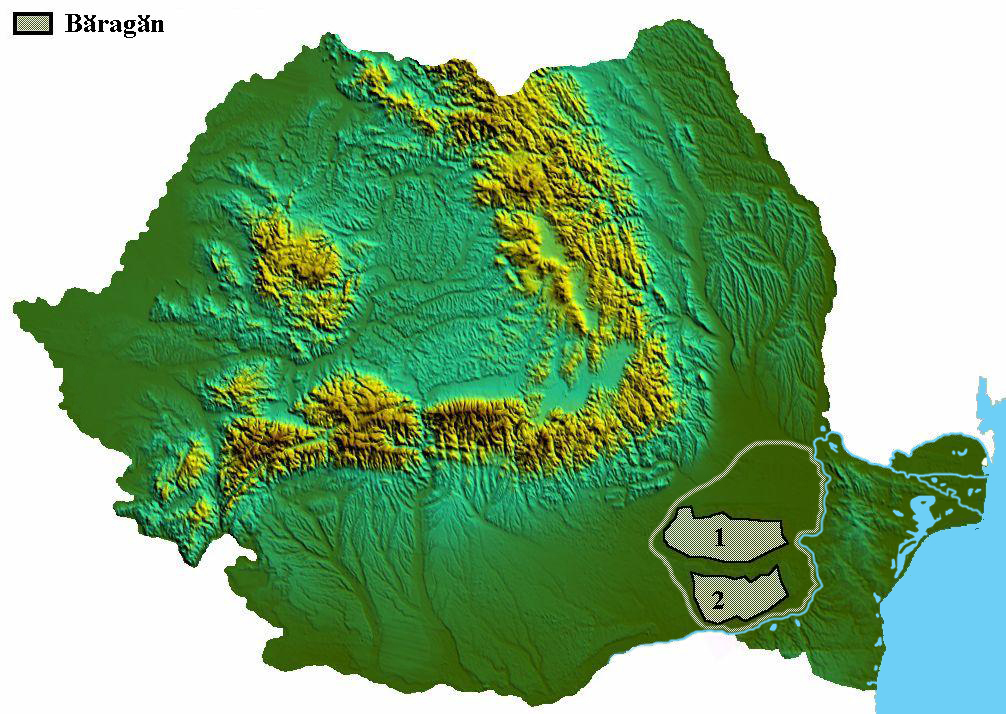
Der Bărăgan in Rumänien

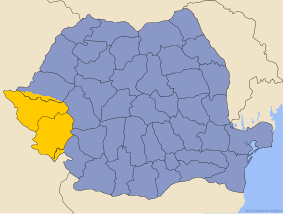
Das rumänische Banat

Die Deportation in die Bărăgan-Steppe oder Bărăgan-Deportation war eine durch die kommunistische Regierung Rumäniens 1951 organisierte Verschleppung von über 40.000 Menschen unterschiedlicher Ethnien, davon etwa ein Viertel Rumäniendeutsche, aus dem Grenzgebiet zum damaligen Jugoslawien in die zwischen der Hauptstadt Bukarest und der Donau gelegene Bărăgansteppe. Betroffen hiervon waren die Bewohner des westlichen rumänischen Banats aus einem 25–50 Kilometer breiten Gebiet entlang der rumänisch-jugoslawischen Grenze zwischen Beba Veche im Kreis Timiș und Gruia im Kreis Mehedinți. Die Verschleppung endete 1956.

## Vorgeschichte
Nach dem Zerwürfnis der kommunistischen Staatsführer Stalin (Sowjetunion) und Josip Broz Tito (Jugoslawien), ausgelöst durch unterschiedliche Ansichten über die wirtschaftliche und politische Entwicklung im sich formierenden Ostblock und dem daraus folgenden Ausschluss Jugoslawiens aus dem Kominform-Bündnis im Juni 1948, nahmen die Spannungen zwischen Jugoslawien und dem sich zur Sowjetunion bekennenden Rumänien zu. Aus diesem Grund wurde von der rumänischen Führung ein Plan zur Säuberung des Grenzgebiets „von politisch unzuverlässigen Elementen“ entworfen. Teile der Bevölkerung des westlichen rumänischen Banats im Gebiet Nahe der jugoslawischen Grenze wurde von der rumänischen Staatsführung dabei als Sicherheitsrisiko eingestuft.

## Die Deportation
Mittels einer Deportation sollten Kapitalisten und andere Gegner des Kommunismus, die sogenannten Klassenfeinde, unschädlich gemacht werden. Die rumänische Führung bezweckte zugleich, den einsetzenden Widerstand gegen die bevorstehende Kollektivierung der Landwirtschaft in Rumänien zu brechen, sowie die verstärkte Besiedlung der dünnbesiedelten Gebiete des Bărăgans und die Urbarmachung des ungenutzten Steppenbodens, um diesen für die Landwirtschaft zu gewinnen.
Die Deportation erfolgte aufgrund des Beschlusses Nr. 344 vom 15. März 1951 des Ministerrats der Rumänischen Volksrepublik:

„Das Ministerium für innere Angelegenheiten wird ermächtigt, auf Grundlage dieses Beschlusses die Umsiedlung jedwelcher Personen aus überbevölkerten Gebieten zu verfügen, deren Anwesenheit in dieser Zeit nicht gerechtfertigt ist, sowie die Umsiedlung aus jedwelcher Ortschaft jener Personen anzuordnen, die durch ihre Einstellung dem werktätigen Volk gegenüber den Aufbau des Sozialismus in der rumänischen Volksrepublik schädigen. Den Umgesiedelten kann in jeder Ortschaft Zwangsaufenthalt verordnet werden.“

Mitglieder der Koordinierungskommission waren die stellvertretenden Minister Alexandru Drăghici, Marin Jianu, Generalleutnant der Miliz Pavel Cristeseu und der Generalmajor der Securitate Vladimir Mazuru. Der damalige Innenminister Teohari Georgescu und die damalige Außenministerin Ana Pauker zählten als Mitglieder des Politbüros der Rumänischen Arbeiterpartei zu den Hauptinitiatoren und Organisatoren der Deportation.
Am 14. November 1950 erstellte der Geheimdienst Securitate für die bevorstehenden Deportationen den Plan zur Evakuierung von Elementen über einen Abschnitt von 25 km, deren Präsenz eine Gefahr für das Grenzgebiet mit Jugoslawien darstellen, die innerhalb von drei Monaten abgeschlossen sein sollte. Anders als bei der Verschleppung von Rumäniendeutschen in die Sowjetunion zum Ende des Zweiten Weltkrieges, bei der nur Personen deutscher Volkszugehörigkeit im arbeitsfähigen Alter verschleppt wurden, waren von der Bărăgan-Deportation außer Deutschen, Serben, Ungarn und Bulgaren auch Rumänen, insgesamt 12.791 meistens komplette Familien, betroffen, insgesamt 40.320 Personen aus 297 Dörfern. Aus dem Banat (Kreis Timiș und Caraș-Severin) waren 33.446 Personen und aus Oltenien (Kreis Mehedinți) 6.874 betroffen. Die Zielgruppe von 40.320 Personen unterteilte sich wie folgt:
- 19.034 Kulaken und Schankwirte
- 1.330 Fremde Staatsbürger
- 8.477 Bessarabier
- 3.557 Mazedo-Rumänen
- 2.344 Wehrmachtskollaborateure
- 257 Spitzenfunktionäre der Deutschen Volksgruppe in Rumänien (DViR)
- 657 Schmuggler und Schlepper
- 1.054 Titoisten
- 1.218 Verwandte derer, die in das Ausland geflüchtet waren
- 731 Feinde der „sozialistischen Ordnung“
- 367 Helfer des „Antikommunistischen Widerstands“
- 162 Großgrundbesitzer und ehemalige Industrielle
- 341 Politisch Verurteilte und Kriminelle
- 590 Personen, die außerhalb des Grenzgebietes lebten
- 21 Kaufleute
- 180 Sonstige

Von diesen Personen hatten 9410 deutsche Volkszugehörigkeit.
Die Deportierten wurden in der Bărăgan-Ebene im Gebiet der heutigen Kreise Călărași, Ialomița, Brăila und Galați angesiedelt. Sie erbauten 18 neue Dörfer: Viișoara (erster, provisorischer Name: Mărculeștii Noi), Răchitoasa (Giurgenii Noi), Olaru (Roșeții Noi), Salcâmi (Jegălia Noua), Dâlga (Dâlga Nouă), Movila Gâldăului (Petroiu Nou), Valea Viilor (Feteștii Noi), Fundata (Perieții Noi), Dropia (Dragalina Nouă), Pelican (Borcea Nouă), Ezeru (Cacomeanca Nouă), Lătești (Bordușanii Noi), Măzăreni (Urleasca Nouă), Zagna (Vădenii Noi), Bumbăcari-Dudești (Tătaru Nou, Dudeștii Noi), Schei (Stăncuța Nouă), Brateșu-Frumușița (Borcea Nouă), Rubla-Valea Călmățuiului (Însurățeii Noi).
Als Gerüchte über eine bevorstehende Deportation durchsickerten, versuchten einige Betroffene nach Jugoslawien zu fliehen, andere Familien versteckten ihre Kinder bei Freunden oder Verwandten außerhalb der Grenzzone.
| Region/Raion                                     | Anzahl Ortschaften | Anzahl Personen |
| ------------------------------------------------ | ------------------ | --------------- |
| Region Banat Kreis Timiș und Kreis Caraș-Severin | 190                | 33.446          |
| Raion Sânnicolau Mare                            | 32                 | 12.694          |
| Raion Timișoara                                  | 23                 | 9.095           |
| Raion Deta                                       | 50                 | 6.654           |
| Raion Oravița                                    | 49                 | 3.330           |
| Raion Reșița                                     | 5                  | 432             |
| Raion Moldova Noua                               | 22                 | 670             |
| Raion Almăj                                      | 9                  | 571             |
| Region Oltenien Kreis Mehedinți                  | 107                | 6.874           |
| Raion Baia de Aramă                              | 2                  | 83              |
| Raion Turnu Severin                              | 25                 | 2.945           |
| Raion Vânju Mare                                 | 60                 | 2.699           |
| Raion Strehaia                                   | 4                  | 182             |
| Raion Plenița                                    | 16                 | 965             |
| Insgesamt Banat und Oltenien                     | 297                | 40.320          |

| Deutscher Dorfname | Rumänischer Dorfname | Zahl der Deportierten deutscher Volkszugehörigkeit |
| ------------------ | -------------------- | -------------------------------------------------- |
| Triebswetter       | Tomnatic             | 527                                                |
| Billed             | Biled                | 506                                                |
| Lenauheim          | Lenauheim            | 496                                                |
| Hatzfeld           | Jimbolia             | 486                                                |
| Ostern             | Comloșu Mic          | 436                                                |
| Großjetscha        | Iecea Mare           | 388                                                |
| Perjamosch         | Periam               | 377                                                |
| Warjasch           | Variaș               | 341                                                |
| Bogarosch          | Bulgăruș             | 295                                                |
| Lowrin             | Lovrin               | 274                                                |
| Johannisfeld       | Iohanisfeld          | 253                                                |
| Gottlob            | Gottlob              | 236                                                |
| Ulmbach            | Peciu Nou            | 229                                                |
| Grabatz            | Grabaț               | 224                                                |
| Sackelhausen       | Săcălaz              | 224                                                |
| Kleinbetschkerek   | Becicherecu Mic      | 184                                                |
| Neubeschenowa      | Dudeștii Noi         | 170                                                |
| Marienfeld         | Teremia Mare         | 160                                                |
| Alexanderhausen    | Șandra               | 48                                                 |

### Ablauf
Die Deportationen begannen am 16. Juni 1951 mit Hilfe von 10.229 Angehörigen der Grenztruppen-Akademie in Oradea und Vertretern einer Schule für Feuerwehrleute. 1.964 Soldaten bildeten eine Interventions-Reserve. Den Oberbefehl hatten der stellvertretende Innenminister Generalmajor Mihai Burcă und der Minister  der „Truppen für die innere Sicherheit“ (rumänisch trupele de securitate), Generalmajor Eremia Popescu.
Die betroffenen Dörfer wurden von Truppen umzingelt und die auf Listen erfassten und von der Deportation betroffenen Personen in der Mitte der Nacht geweckt und aufgefordert, sich innerhalb von zwei Stunden am örtlichen Bahnhof einzufinden. Sie durften nur mitnehmen, was sie tragen konnten. Der Rest ihrer Habe wurde von speziell eingerichteten Kommissionen zu einem Bruchteil des Wertes aufgekauft. Für den Transport wurden 2.656 Reisezugwagen und 6.211 Güterwagen bereitgestellt. Oft mussten sich zwei oder drei Familien einen Waggon teilen. Das Ziel ihrer Reise wurde ihnen nicht mitgeteilt. Die ersten Züge verließen das Gebiet zwischen dem 16. und 20. Juni 1951. Wegen des Mangels an Zügen mussten viele der Betroffenen zwei oder drei Tage in der Sommerhitze ohne Schutz ausharren. Die durch Truppen gesicherten Züge vermieden Stopps an den regulären Haltestellen, um Kommunikation mit anderen Bürgern zu verhindern.
Nach der Ankunft wurden einige wenige „glückliche“ Deportierte besonderen Siedlungen mit sowjetischen Namen wie Iosip Clisitch (hier 859 Personen) zugewiesen, wo sie in behelfsmäßigen Lehmhütten mit Strohdächern untergebracht wurden. Die Mehrheit wurde auf Stoppelfeldern ausgesetzt, wo ihnen ca. 2.500 m² große und mit Pflöcken abgesteckte Haus- und Gartenplätze zugewiesen wurden. Wasser und Brot wurden nur sporadisch verteilt. Viele Kinder litten unter der Hitze.
Trotz des allgegenwärtigen Mangels und der unwirtlichen Umstände mit heißen Sommern und Dauerfrost und Schneestürmen (Crivăț) im Winter gelang es den Deportierten, einfache Häuser aus Lehm und Holz zu errichten. Zuerst dienten mit Planen bedeckte Gruben als Behausung. Danach begann das Schlagen von Lehmziegeln für den Häuserbau; gedeckt wurden die Häuser vielfach mit Schilfrohr. Es war überlebensnotwendig, Brunnen zu erschließen und dem Boden eine Ernte abzuringen.
Die Deportierten durften sich nur in einem Umkreis von 15 km von ihrem Wohnort bewegen und trugen im Personalausweis über dem Lichtbild den Vermerk „D.O.“ (rumänisch Domiciliu Obligatoriu, deutsch Zwangsaufenthalt). Besuch von auswärts war verboten. Etwa ein Viertel der Betroffenen verstarb während der Deportation. Von den 9.413 deutschen Verschleppten aus 64 Ortschaften verstarben 629 in der Deportation. Etwa 1600 Deportierte wurden im Bărăgan begraben.

### Rückkehr
Erst 1956 musste Rumänien beim Eintritt in die UNO die Lager der Bărăgan-Steppe auflösen, wonach den überlebenden Verschleppten die Heimkehr erlaubt wurde. Das Dekret Nr. 2694 vom 7. Dezember 1955 regelte die Heimkehr der Deportierten, wie auch die Rückerstattung ihres Feldbesitzes und ihrer Häuser. Darin wurde festgelegt, dass alle Personen, die aufgrund des Ministerratsbeschlusses Nr. 326 S von 1951 zur Sicherstellung der nötigen Arbeitskräfte in den Staatsgütern der Regionen Ialomița und Galați in ihre Herkunftsgebiete zurückkehren durften, dort ihre Felder und Häuser rückerstattet bekommen. In dem Beschluss wurde den inzwischen gegründeten Landwirtschaftlichen Produktionsgenossenschaften, auch Kollektivwirtschaft genannt, empfohlen, die Bărăgan-Heimkehrer als Mitglieder aufzunehmen. So hatte man mittels der Deportation in den Bărăgan neben dem „Klassenfeind“ auch den Widerstand gegen die Kollektivierung der Landwirtschaft in der Grenzzone beseitigt.
Die landwirtschaftlichen Flächen wurden 1956 nicht zurückerstattet, da sie bereits in den Besitz der Kollektiv- und Staatswirtschaft übergegangen waren. Die Häuser waren von Zuwanderern besetzt oder verfallen. Für die deutschen Rückkehrer bedeutete der Ministerratsbeschluss jedoch mit einigen Einschränkungen die Rückgabe ihrer 1945 enteigneten Häuser. Der Anteil der Beschäftigten deutscher Volkszugehörigkeit in der Landwirtschaft ging allerdings von 74 Prozent (1948) auf 22 Prozent (1956) zurück.
Die im Bărăgan zurückgelassenen Steppensiedlungen wurden von den rumänischen Behörden größtenteils zerstört. Nur einige der Siedlungen wurden danach zur Unterbringung von politischen Häftlingen in Arbeitslagern zweckentfremdet. Politische Häftlinge arbeiteten in den Dörfern Rubla, Fundulea oder Latesti. Hier verbrachte unter anderem der Dissident und Schriftsteller Paul Goma einige Jahre politischer Haft. Der nationalliberale Politiker Petre Bejan blieb noch bis 1959 unter Hausarrest in der Ortschaft Măzăreni (Traian).

## Reaktionen

### Internationale Proteste
Der Bayerische Landtag verurteilte am 25. September 1951 die Deportation als die gewaltsame Vertreibung von zehntausenden von Menschen aus ihrer Heimat als Verhöhnung der Menschenrechte.
Der Deutsche Bundestag stellte in seinem Protest vom 17. Oktober 1951 fest, dass die Deportation in die Bărăgan-Steppe „unter Bedingungen, die den Gesetzen der Menschlichkeit und der Menschenwürde Hohn sprechen“, stattgefunden hätten. Das Parlament forderte die Bundesregierung unter dem Kabinett Adenauer I auf, ihren Protest bei den Vereinten Nationen einzureichen.

### Reaktionen der Betroffenen
Unter vielen Betroffenen mit deutscher Volkszugehörigkeit reifte nach der Verschleppung der Entschluss, so bald wie möglich Rumänien zu verlassen und vornehmlich in die Bundesrepublik Deutschland oder Österreich auszusiedeln. Möglich wurde dies für die meisten erst infolge eines Abkommens zwischen der Bundesrepublik und Rumänien im Jahre 1978. Seit diesem Zeitpunkt begann ein enormer Aussiedlungsprozess, der sich in den 1980er Jahren noch verstärkte und auch nach der Rumänischen Revolution 1989 nicht aufzuhalten war. Die Volkszählung von 2002 ergab für die Kreise Timiș, Arad und Caraș-Severin nur noch 25.244 Personen deutscher Volkszugehörigkeit, andere Quellen sprechen von etwa 19.000 verbliebenen Banater Schwaben im Jahr 2002.

### Rehabilitation und Wiedergutmachung
1990 wurde die Stiftung Asociația Foștilor Deportați în Bărăgan (deutsch Vereinigung der ehemaligen Bărăgan-Deportierten) in Timișoara gegründet. Hauptziele der Organisation sind die wissenschaftliche Aufarbeitung der Deportation durch die Untersuchung der rumänischen Archive und die Veröffentlichung der Forschungsergebnisse mittels Publikationen, Filmen, Vorträgen usw. Die Stiftung steht den betroffenen Personen beratend zur Seite und setzt sich für deren Wiedergutmachung ein.
Im gleichen Jahr wurde von der rumänischen Regierung das Gesetz Nr. 118/1990 erlassen, durch welches die Zeit der Zwangsarbeit und die der Deportation als Dienstjahre zur Berechnung der Rente angerechnet werden, wobei jedes Haft- und Internierungsjahr als ein Jahr und sechs Monate Dienstzeit zählt. Es handelt sich um Zeiten, in denen eine Person nach dem 6. März 1945 aus politischen Gründen in einem Zwangsaufenthalt wohnen musste oder nach dem 23. August 1944 ins Ausland deportiert wurde.
Am 1. Mai 1997 entschuldigte sich der rumänische Außenminister Adrian Severin bei dem deutschen Außenminister Klaus Kinkel für das Unrecht, das der deutschen Bevölkerung während der kommunistischen Diktatur zugefügt wurde. Neben der Deportation der Banater Schwaben in die Bărăgan-Steppe verurteilte er in dieser Erklärung sowohl das den Deutschen zugefügte Leid in der Nachkriegszeit als auch die Verschleppung der Deutschen zur Zwangsarbeit in sowjetische Arbeitslager und den entwürdigenden Menschenhandel in den 1970er und 1980er Jahren. Dabei verurteilte er zutiefst diese traumatischen Praktiken und sprach seine Entschuldigung für das Geschehene aus „als eine Geste der moralischen Wiedergutmachung an jenen Bürgern Deutschlands, die früher Bürger unseres Landes waren, deren Schicksal von solchen verdammenswerten Taten bleibend geprägt ist“.
Am 2. Juni 2009 erließ das Parlament Rumäniens das Gesetz Nr. 221/2009 über die Verurteilungen mit politischem Charakter und diesen assimilierten administrativen Maßnahmen, die zwischen dem 6. März 1945 und dem 22. Dezember 1989 ergriffen worden waren. „Das Gesetz sieht vor, dass jede Person, die in genannter Zeitspanne Verurteilungen mit politischem Charakter zu erleiden hatte oder administrative Maßnahmen mit politischem Charakter über sich ergehen lassen musste, binnen drei Jahren nach Inkrafttreten dieses Rechtsaktes bei Gericht die Verpflichtung des Staates auf Gewährung einer Entschädigung sowohl für den erlittenen moralischen als auch den erlittenen materiellen Schaden wie auch die Wiedereinsetzung in die ursprünglichen Rechte beantragen kann, falls durch das Gerichtsurteil die Aberkennung von Rechten oder die militärische Degradierung verfügt worden war.“
Das Entschädigungsdekret 118/1990 wurde am 2. Juli 2013 mit Gesetz 211/2013 auf alle Betroffenen ausgeweitet, die nicht mehr im Besitz der rumänischen Staatsangehörigkeit sind.

### Gedenken

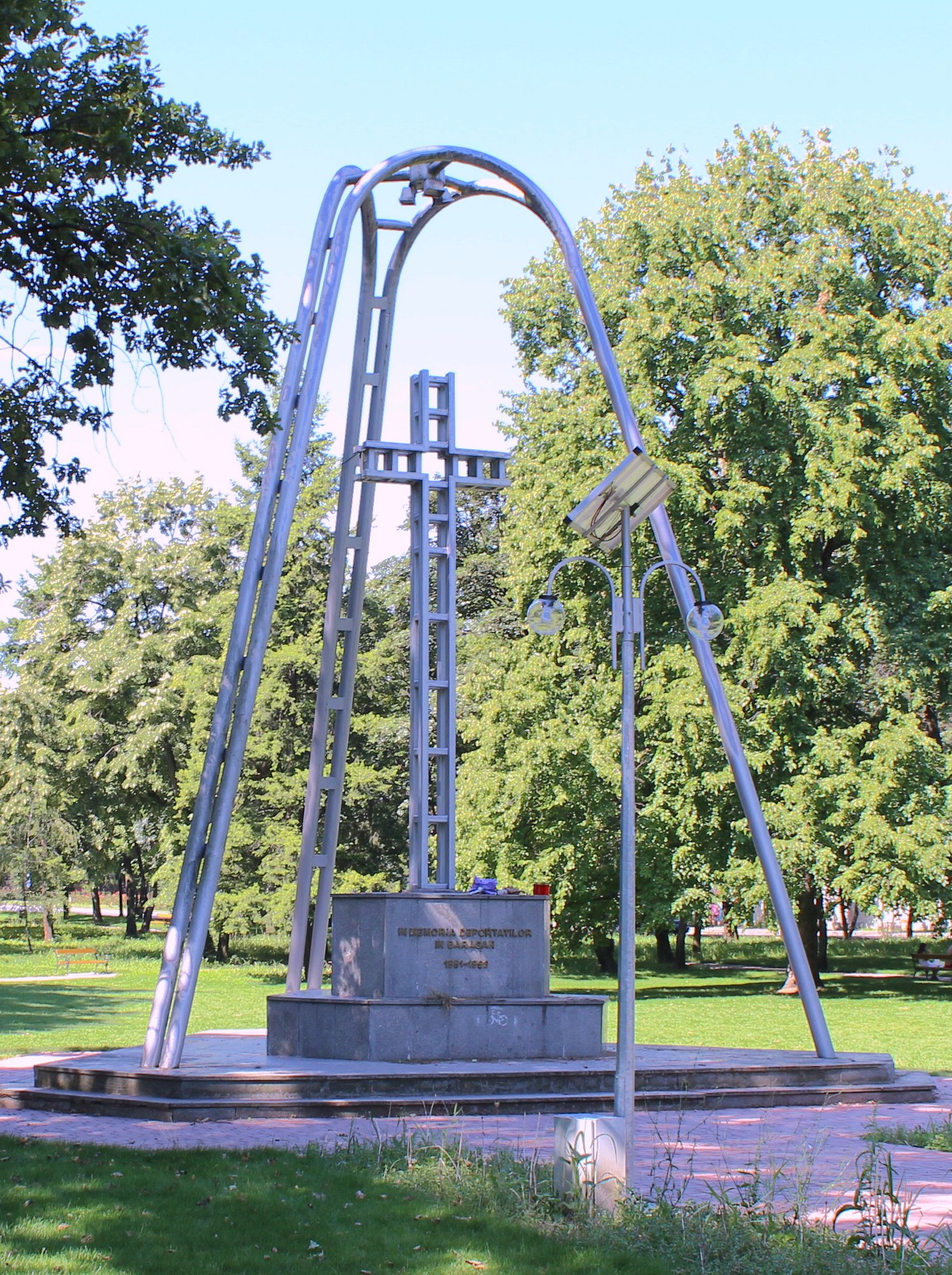
Denkmal zu Ehren der Deportierten in den Bărăgan im Justizpark von Timișoara (2016)

Im Zuge der Arbeit der „Asociația Foștilor Deportați în Bărăgan“ wurden anlässlich der 45-jährigen Gedenkfeier der Deportation im Jahr 1996 das Denkmal zu Ehren der Deportierten in den Bărăgan im Justizpark (rumänisch Parcul Justiṭiei) von Timișoara errichtet.
Unter dem Motto 50 Jahre Baragan-Deportation fand am 13. Mai 2001 eine Gedenkveranstaltung im Festsaal des Pschorr-Kellers auf der Theresienhöhe in München unter der Schirmherrschaft des damaligen bayerischen Ministerpräsidenten Edmund Stoiber statt. Neben Vorträgen und Podiumsdiskussionen wurde auch die Ausstellung „50 Jahre seit der Deportation in die Baragan-Steppe“ eröffnet, die ab dem 17. Mai auch im Haus des Deutschen Ostens in München gezeigt wurde.
Zur Erinnerung wurde auch am 23. Juni 2001 in Fundata (bei Slobozia) ein Denkmal mit den Namen aller Zwangsumgesiedelten in alphabetischer Reihenfolge auf Marmorplatten eingeweiht.
Im Muzeul Satului Bukarest fand im Rahmen des von der Europäischen Kommission initiierten Programms „Europa für die Bürger. Die aktive Erinnerung Europas“ zwischen dem 25. März und dem 1. Mai 2011 die Gedenkausstellung Schwarze Pfingsten: Die Deportation in die Bărăgan-Steppe (rumänisch Rusaliile Negre: Deportarea în Bărăgan) zum Gedenken an die Deportierten in die Bărăgan-Steppe statt. Organisiert wurde die Ausstellung von der Stiftung Bürgerakademie (rumänisch Fundaţia Academia Civică). Die ausgestellten Objekte wurden von der Gedenkstätte Memorialul Sighet unter der Leitung von Ana Blandiana zur Verfügung gestellt.
Auf Initiative der Vereinigung der ehemaligen Bărăgan-Deportierten (rumänisch Asociația foștilor deportați în Bărăgan) wurde im Banater Dorfmuseum (rumänisch Muzeul Satului Bănățean) in Timișoara ein Deportationshaus originalgetreu nachgebaut. Das Haus ist aus gestampftem Lehm, mit Stroh gedeckt, hat zwei Räume, ein Zimmer und eine Küche und ist extrem karg möbliert.

## Video
- youtube.com, Bărăgan Deportari, Impressionen vom Leben während der Deportation, 3:00 Minuten